# Északi összetett a 2006. évi téli olimpiai játékokon
A 2006. évi téli olimpiai játékokon az északi összetett versenyszámait február 11. és 21. között rendezték meg Pragelatóban. Három férfi versenyszámban osztottak érmeket.

## Részt vevő nemzetek
A versenyeken 15 nemzet 59 sportolója vett részt.
- Ausztria (AUT) (4)
- Csehország (CZE) (5)
- Egyesült Államok (USA) (6)
- Észtország (EST) (1)
- Finnország (FIN) (5)
- Franciaország (FRA) (4)
- Japán (JPN) (5)
- Kanada (CAN) (2)
- Németország (GER) (5)
- Norvégia (NOR) (4)
- Olaszország (ITA) (5)
- Oroszország (RUS) (5)
- Szlovénia (SLO) (1)
- Svájc (SUI) (5)
- Ukrajna (UKR) (2)

## Éremtáblázat
(Az egyes számoszlopok legmagasabb értéke, vagy értékei vastagítással kiemelve.)
| A 2006. évi téli olimpiai játékok éremtáblázata északi összetettben | A 2006. évi téli olimpiai játékok éremtáblázata északi összetettben | A 2006. évi téli olimpiai játékok éremtáblázata északi összetettben | A 2006. évi téli olimpiai játékok éremtáblázata északi összetettben | A 2006. évi téli olimpiai játékok éremtáblázata északi összetettben | Olimpia  |
| ------------------------------------------------------------------- | ------------------------------------------------------------------- | ------------------------------------------------------------------- | ------------------------------------------------------------------- | ------------------------------------------------------------------- | -------- |
|                                                                     | Ország                                                              | Arany                                                               | Ezüst                                                               | Bronz                                                               | Összesen |
| 1.                                                                  | Ausztria (AUT)                                                      | 2                                                                   | 1                                                                   | 0                                                                   | 3        |
| 2.                                                                  | Németország (GER)                                                   | 1                                                                   | 1                                                                   | 1                                                                   | 3        |
|                                                                     |                                                                     |                                                                     |                                                                     |                                                                     |          |
| 3.                                                                  | Norvégia (NOR)                                                      | 0                                                                   | 1                                                                   | 1                                                                   | 2        |
|                                                                     |                                                                     |                                                                     |                                                                     |                                                                     |          |
| 4.                                                                  | Finnország (FIN)                                                    | 0                                                                   | 0                                                                   | 1                                                                   | 1        |
|                                                                     |                                                                     |                                                                     |                                                                     |                                                                     |          |
| Összesen                                                            | Összesen                                                            | 3                                                                   | 3                                                                   | 3                                                                   | 9        |

## Érmesek
Normálsánc + 15 km
Az olimpia első napjának versenyén hatalmas meglepetés született, a toronymagas esélyes finn Hannu Manninen ugyanis nem volt képes esélyeit igazolni. Az ugrást valamennyi esélyes elrontotta: Manninen, a norvég Moan és az osztrák Gottwald is majd másfél perces hátrányból kezdte a futást. Az ugrás után élen állók nem számítottak jó futónak, így hatalmas verseny alakult ki. Végül az ugrás után élen álló, a verseny előtt teljesen esélytelennek tartott német Hettich nyert.
Nagysánc + 7,5 km
Fantasztikus versennyel zárták az északi összetettben versenyző sportolók az olimpiát. Az ugrás után a német Hettich vezetett, a francia Lamy Chapuis és a finn Koivuranta előtt. A futás azonban alaposan átrendezte a helyezéseket. A tizenkettedik helyről rajtoló osztrák Gottwald és eggyel mögötte induló norvég Moan óriásit futottak, és ezzel felértek a dobogó első két fokára. Az ugrást nyerő Hettichnek sikerült bronzérmet szereznie. A nagy esélyes finn Manninen az ugrásban csak 16. lett, így formán kívül futva összesítésben is csak a tizenkettedik helyet szerezte meg.
Csapatverseny
A síugrást követően a német csapat állt az élen, de mindössze 10 mp előnyt sikerült szerezniük az osztrákokkal szemben. Sejteni lehetett, hogy ez kevés lesz. Az első három német futó még élen tudta tartani a csapatot, de a fantasztikusan futó Gottwald már nagyon sokat hozott a harmadikként futó Ackermannon. Az utolsó emberként futó Stecher leelőzte a gyengén futó német Gaislert, így osztrák aranyérem született. A finnek az ugrás után a harmadik helyen álltak, és összességében a második legjobb futóidőt produkálták, ez mégis csak a bronzéremre volt elég. A hatalmasat futó Manninen végül nem tudta utolérni a németek utolsó emberét.
| A 2006. évi téli olimpiai játékok érmesei északi összetettben |                                                                                     |         |                                                                                      |         |                                                                                     |         |
| Versenyszám                                                   | Arany                                                                               | Arany   | Ezüst                                                                                | Ezüst   | Bronz                                                                               | Bronz   |
| Egyéni (normálsánc + 15 km)                                   | Georg Hettich · Németország (GER)                                                   | 39:44,6 | Felix Gottwald · Ausztria (AUT)                                                      | 39:54,4 | Magnus Moan · Norvégia (NOR)                                                        | 40:00,8 |
| Egyéni (nagysánc + 7,5 km)                                    | Felix Gottwald · Ausztria (AUT)                                                     | 18:29,0 | Magnus Moan · Norvégia (NOR)                                                         | 18:34,4 | Georg Hettich · Németország (GER)                                                   | 18:38,6 |
| Csapatverseny (nagysánc + 4 × 5 km)                           | Ausztria (AUT) · Michael Gruber · Mario Stecher · Felix Gottwald · Christoph Bieler | 49:52,6 | Németország (GER) · Jens Gaiser · Björn Kircheisen · Ronny Ackermann · Georg Hettich | 50:07,9 | Finnország (FIN) · Anssi Koivuranta · Antti Kuisma · Hannu Manninen · Jaakko Tallus | 50:19,4 |